# Thestor obscura
Thestor obscura är en fjärilsart som beskrevs av Rühl 1894. Thestor obscura ingår i släktet Thestor och familjen juvelvingar. Inga underarter finns listade i Catalogue of Life.